# Fed Cup 2018 – Světová skupina

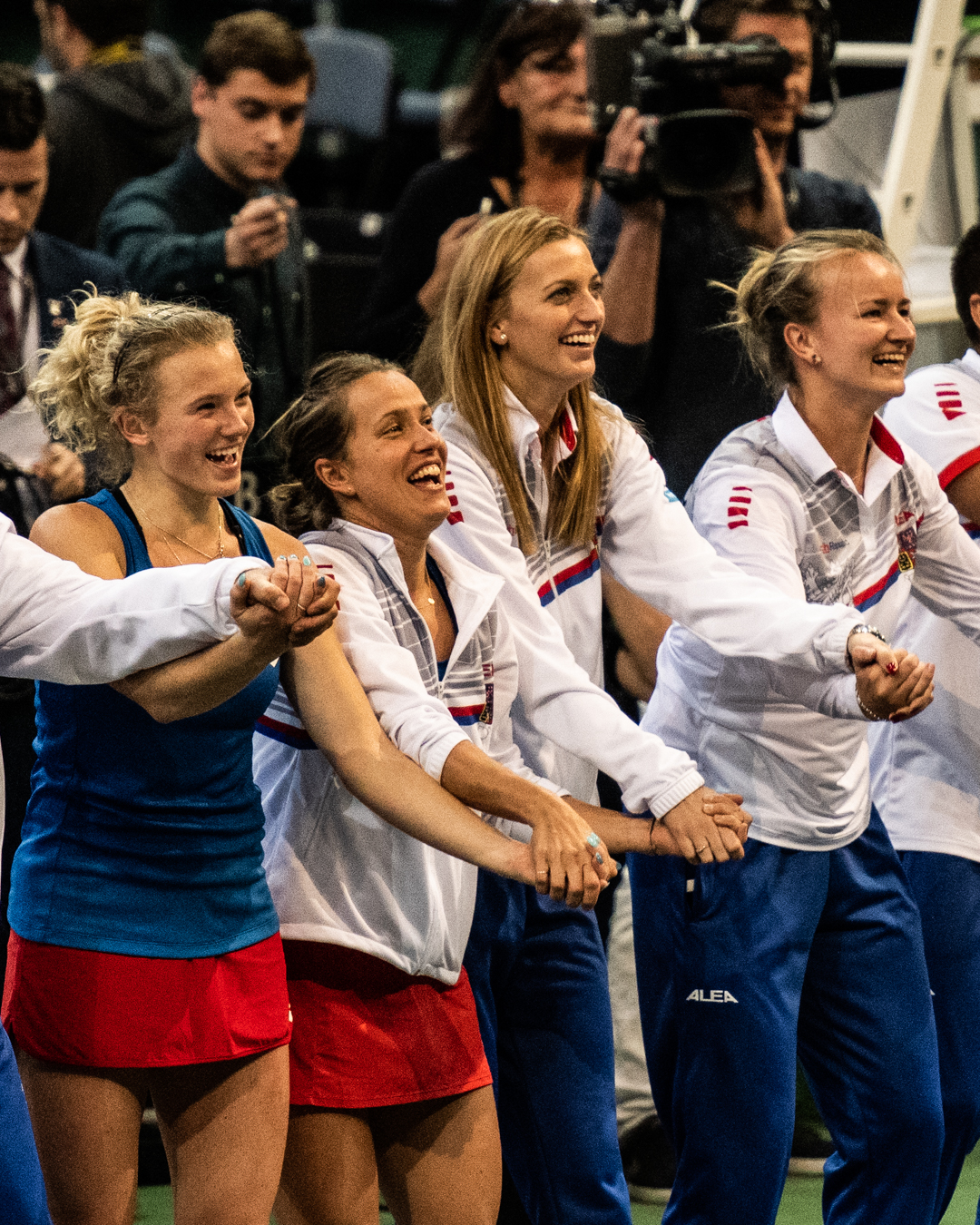
Vítěznný český tým: Kateřina Siniaková, Barbora Strýcová, Petra Kvitová a Barbora Krejčíková, po pražském finále proti Spojeným státům

Světová skupina Fed Cupu 2018 představovala nejvyšší úroveň ženské tenisové soutěže – elitní osmičlennou skupinu, z níž vzešel celkový vítěz 56. ročníku. Semifinalisté si zajistili účast ve světové skupině následujícího ročníku 2019. Týmy, které prohrály ve čtvrtfinále, podstoupily dubnovou baráž o udržení v nejvyšší úrovni. Los se uskutečnil 20. září 2017 v Londýně.
Obhájkyněmi titulu byly hráčky Spojených států amerických, které ve finále předešlého ročníku zdolaly Bělorusko 3:2 na zápasy a v celkové statistice navýšily vedení o osm trofejí před druhou Českou republikou.
Dva týmy s nejvíce trofejemi ve Fed Cupu, Spojené státy americké a Česká republika, odehrály finále 10.–11. listopadu 2018. Pražská O2 arena se stala dějištěm finálového střetnutí počtvrté za posledních sedm ročníků. Američanky držely aktivní poměr vzájemných výher 10:2. Ve finále se oba celky utkaly dvakrát. V roce 1985 vyhrálo Československo 2–1 v Nagoje a roku 1986 zvítězily Američanky 3–0 na pražské Štvanici.
Finálový duel byl ve prospěch České republiky rozhodnut již po třech dvouhrách výsledkem 3:0 na zápasy. Dva body získala Kateřina Siniaková a jeden přidala Barbora Strýcová. Ta, společně s Lucií Šafářovou, ukončila fedcupovou kariéru. Američanky přijely do Prahy bez nejvýše postavených singlistek Sloane Stephensové, Madison Keysové a Sereny Williamsové, rovněž tak bez čtyřicáté hráčky klasifikace Venus Williamsové. Češkám naopak chyběla světová osmička Karolína Plíšková pro natržený lýtkový sval a bolestivé zápěstí a také jednička týmu Petra Kvitová, která se nezotavila z virózy. Rozhodující třetí bod získala Siniaková v druhém nejdelším zápase české fedcupové historie, když za 3.44 hodin zdolala Sofii Keninovou po setech 7–5, 5–7 a 7–5. Na rekordně dlouhý duel českého týmu z finále Fed Cupu 2016 utkání ztratilo čtyři minuty. V závěru třetí sady přitom Češka odvrátila dva mečboly. Česká republika tak vybojovovala jedenáctou trofej, respektive šestou z předchozích osmi ročníků. Petra Kvitová získala šestý titul, čímž se zařadila na třetí místo historických statistik po bok Američanky Rosemary Casalsové. Petr Pála, rovněž šestým vavřínem, navýšil vedení mezi nehrajícími kapitány soutěže. Český výběr tak zůstal na čele žebříčku ITF, jemuž kraloval od dubna 2014.

## Účastníci
| Účastníci | Účastníci  | Účastníci     | Účastníci |
| Bělorusko | Belgie     | Česko         | Francie   |
| Německo   | Nizozemsko | Spojené státy | Švýcarsko |
| --------- | ---------- | ------------- | --------- |

### Nasazené týmy
1. Bělorusko (čtvrtfinále)
2. Spojené státy (finále)
3. Česko (vítěz)
4. Francie (semifinále)

## Pavouk
|  | Čtvrtfinále 10.–11. února               | Čtvrtfinále 10.–11. února               | Čtvrtfinále 10.–11. února               |                                         |                                         | Semifinále 21.–22. dubna                | Semifinále 21.–22. dubna                | Semifinále 21.–22. dubna                |                                         |                                         | Finále 10.–11. listopadu   | Finále 10.–11. listopadu   | Finále 10.–11. listopadu   |                            |                            |
|  |                                         |                                         |                                         |                                         |                                         |                                         |                                         |                                         |                                         |                                         |                            |                            |                            |                            |                            |
|  | Minsk, Bělorusko (tvrdý, hala)          |                                         |                                         |                                         |                                         |                                         |                                         |                                         |                                         |                                         |                            |                            |                            |                            |                            |
|  | 1                                       | Bělorusko                               | 2                                       |                                         |                                         |                                         |                                         |                                         |                                         |                                         |                            |                            |                            |                            |                            |
|  |                                         | Německo                                 | 3                                       |                                         |                                         | Stuttgart, Německo (antuka, hala)       | Stuttgart, Německo (antuka, hala)       | Stuttgart, Německo (antuka, hala)       | Stuttgart, Německo (antuka, hala)       | Stuttgart, Německo (antuka, hala)       |                            |                            |                            |                            |                            |
|  |                                         |                                         |                                         |                                         |                                         | Německo                                 | 1                                       |                                         |                                         |                                         |                            |                            |                            |                            |                            |
|  | Praha, Česko (tvrdý, hala)              | Praha, Česko (tvrdý, hala)              | Praha, Česko (tvrdý, hala)              | Praha, Česko (tvrdý, hala)              |                                         | 3                                       | Česko                                   | 4                                       |                                         |                                         |                            |                            |                            |                            |                            |
|  | 3                                       | Česko                                   | 3                                       |                                         |                                         |                                         |                                         |                                         |                                         |                                         |                            |                            |                            |                            |                            |
|  |                                         | Švýcarsko                               | 1                                       |                                         |                                         |                                         |                                         |                                         |                                         |                                         | Praha, Česko (tvrdý, hala) | Praha, Česko (tvrdý, hala) | Praha, Česko (tvrdý, hala) | Praha, Česko (tvrdý, hala) | Praha, Česko (tvrdý, hala) |
|  |                                         |                                         |                                         |                                         |                                         |                                         |                                         |                                         |                                         |                                         | 3                          | Česko                      | 3                          |                            |                            |
|  | La Roche-sur-Yon, Francie (tvrdý, hala) | La Roche-sur-Yon, Francie (tvrdý, hala) | La Roche-sur-Yon, Francie (tvrdý, hala) | La Roche-sur-Yon, Francie (tvrdý, hala) | La Roche-sur-Yon, Francie (tvrdý, hala) |                                         |                                         |                                         |                                         |                                         | 2                          | Spojené státy              | 0                          |                            |                            |
|  |                                         | Belgie                                  | 2                                       |                                         |                                         |                                         |                                         |                                         |                                         |                                         |                            |                            |                            |                            |                            |
|  | 4                                       | Francie                                 | 3                                       |                                         |                                         | Aix-en-Provence, Francie (antuka, hala) | Aix-en-Provence, Francie (antuka, hala) | Aix-en-Provence, Francie (antuka, hala) | Aix-en-Provence, Francie (antuka, hala) | Aix-en-Provence, Francie (antuka, hala) |                            |                            |                            |                            |                            |
|  |                                         |                                         |                                         |                                         | 4                                       | Francie                                 | 2                                       |                                         |                                         |                                         |                            |                            |                            |                            |                            |
|  | Asheville, Spojené státy (tvrdý, hala)  | Asheville, Spojené státy (tvrdý, hala)  | Asheville, Spojené státy (tvrdý, hala)  | Asheville, Spojené státy (tvrdý, hala)  |                                         | 2                                       | Spojené státy                           | 3                                       |                                         |                                         |                            |                            |                            |                            |                            |
|  |                                         | Nizozemsko                              | 1                                       |                                         |                                         |                                         |                                         |                                         |                                         |                                         |                            |                            |                            |                            |                            |
|  | 2                                       | Spojené státy                           | 3                                       |                                         |                                         |                                         |                                         |                                         |                                         |                                         |                            |                            |                            |                            |                            |

## Čtvrtfinále

### Bělorusko vs. Německo
| Čyžouka-Arena, Minsk, Bělorusko 10.–11. února 2018 tvrdý – Rebound Ace Synpave (hala) | |                                                                                 |      |     |     |  |
| \| 1. \| \| Aryna Sabalenková Tatjana Mariová \| 4 6 \| 6 1 \| 6 2 \| \| \| 2. \| \| Aljaksandra Sasnovičová Antonia Lottnerová \| 5 7 \| 4 6 \| \| \| \| 3. \| \| Věra Lapková Tatjana Mariová \| 4 6 \| 7 5 \| 0 6 \| \| \| 4. \| \| Aryna Sabalenková Antonia Lottnerová \| 6 3 \| 5 7 \| 6 2 \| \| \| 5. \| \| Lidzija Marozavová / Aryna Sabalenková Anna-Lena Grönefeldová / Tatjana Mariová \| 7 64 \| 5 7 \| 4 6 \| \| \| Nominace \| \| \| \| \| \| \| \| \| Bělorusko: Aljaksandra Sasnovičová (46./—), Aryna Sabalenková (63./195.), Věra Lapková (129./100.), Lidzija Marozavová (487./63.), nehrající kapitán Eduard Dubrov \| \| \| \| \| \| \| \| Německo: Tatjana Mariová (58./300.), Antonia Lottnerová (149./448.), Anna-Lena Grönefeldová (367./330.), Anna-Lena Friedsamová (—/21.), nehrající kapitán Jens Gerlach \| \| \| \| \| \| \| Podrobnosti \| \| \| \| \| \| \| \| \| Oba týmy se v minulosti nikdy neutkaly. Premiéru v roli nehrajícího kapitána na německé lavičce zažil Jens Gerlach.[14] \| \| \| \| \| \| | |                                                                                 |      |     |     |  |
| | |                                                                                 | 1.   | 2.  | 3.  |  |
| 1. | | Aryna Sabalenková Tatjana Mariová                                               | 4 6  | 6 1 | 6 2 |  |
| 2. | | Aljaksandra Sasnovičová Antonia Lottnerová                                      | 5 7  | 4 6 |     |  |
| 3. | | Věra Lapková Tatjana Mariová                                                    | 4 6  | 7 5 | 0 6 |  |
| 4. | | Aryna Sabalenková Antonia Lottnerová                                            | 6 3  | 5 7 | 6 2 |  |
| 5. | | Lidzija Marozavová / Aryna Sabalenková Anna-Lena Grönefeldová / Tatjana Mariová | 7 64 | 5 7 | 4 6 |  |
| Nominace | |                                                                                 |      |     |     |  |
| | Bělorusko: Aljaksandra Sasnovičová (46./—), Aryna Sabalenková (63./195.), Věra Lapková (129./100.), Lidzija Marozavová (487./63.), nehrající kapitán Eduard Dubrov     |                                                                                 |      |     |     |  |
| | Německo: Tatjana Mariová (58./300.), Antonia Lottnerová (149./448.), Anna-Lena Grönefeldová (367./330.), Anna-Lena Friedsamová (—/21.), nehrající kapitán Jens Gerlach |                                                                                 |      |     |     |  |
| Podrobnosti | |                                                                                 |      |     |     |  |
| | Oba týmy se v minulosti nikdy neutkaly. Premiéru v roli nehrajícího kapitána na německé lavičce zažil Jens Gerlach.                                                    |                                                                                 |      |     |     |  |

### Česko vs. Švýcarsko
| O2 arena, Praha, Česko 10.–11. února 2018 tvrdý – Novacrylic Ultracushion System (hala) | |                                                                       |     |     |          |            |
| \| 1. \| \| Petra Kvitová Viktorija Golubicová \| 6 2 \| 1 6 \| 6 3 \| \| \| 2. \| \| Barbora Strýcová Belinda Bencicová \| 6 2 \| 6 4 \| \| \| \| 3. \| \| Petra Kvitová Belinda Bencicová \| 6 2 \| 6 4 \| \| \| \| 4. \| \| Barbora Strýcová Viktorija Golubicová \| \| \| \| nehrálo se \| \| 5. \| \| Lucie Šafářová / Barbora Strýcová Timea Bacsinszká / Jil Teichmannová \| 6 1 \| 4 6 \| [8] [10] \| \| \| Nominace \| \| \| \| \| \| \| \| \| Česko: Karolína Plíšková (5./436.), Petra Kvitová (21./—), Barbora Strýcová (25./15.), Lucie Šafářová (31./7.), nehrající kapitán Petr Pála \| \| \| \| \| \| \| \| Švýcarsko: Timea Bacsinszká (42./82.), Belinda Bencicová (73./278.), Viktorija Golubicová (100./64.), Jil Teichmannová (137./217.), nehrající kapitán Heinz Günthardt \| \| \| \| \| \| \| Podrobnosti \| \| \| \| \| \| \| \| \| Oba týmy se v minulosti utkaly sedmkrát, naposledy v semifinále Světové skupiny 2016. Češky držely aktivní vzájemnou bilanci zápasů 6:1. Švýcarsko již nereprezentuje československá rodačka a vítězka 25 grandslamů Martina Hingisová, která definitivně ukončila kariéru po sezóně 2017.[15] Česká jednička a světová pětka Karolína Plíšková do sobotního programu nezasáhla pro gastroenteritidu. \| \| \| \| \| \| | |                                                                       |     |     |          |            |
| | |                                                                       | 1.  | 2.  | 3.       |            |
| 1. | | Petra Kvitová Viktorija Golubicová                                    | 6 2 | 1 6 | 6 3      |            |
| 2. | | Barbora Strýcová Belinda Bencicová                                    | 6 2 | 6 4 |          |            |
| 3. | | Petra Kvitová Belinda Bencicová                                       | 6 2 | 6 4 |          |            |
| 4. | | Barbora Strýcová Viktorija Golubicová                                 |     |     |          | nehrálo se |
| 5. | | Lucie Šafářová / Barbora Strýcová Timea Bacsinszká / Jil Teichmannová | 6 1 | 4 6 | [8] [10] |            |
| Nominace | |                                                                       |     |     |          |            |
| | Česko: Karolína Plíšková (5./436.), Petra Kvitová (21./—), Barbora Strýcová (25./15.), Lucie Šafářová (31./7.), nehrající kapitán Petr Pála |                                                                       |     |     |          |            |
| | Švýcarsko: Timea Bacsinszká (42./82.), Belinda Bencicová (73./278.), Viktorija Golubicová (100./64.), Jil Teichmannová (137./217.), nehrající kapitán Heinz Günthardt |                                                                       |     |     |          |            |
| Podrobnosti | |                                                                       |     |     |          |            |
| | Oba týmy se v minulosti utkaly sedmkrát, naposledy v semifinále Světové skupiny 2016. Češky držely aktivní vzájemnou bilanci zápasů 6:1. Švýcarsko již nereprezentuje československá rodačka a vítězka 25 grandslamů Martina Hingisová, která definitivně ukončila kariéru po sezóně 2017. Česká jednička a světová pětka Karolína Plíšková do sobotního programu nezasáhla pro gastroenteritidu. |                                                                       |     |     |          |            |

### Francie vs. Belgie
| Vendéspace, La Roche-sur-Yon, Francie 10.–11. února 2018 tvrdý (hala) | |                                                                                   |     |     |     |  |
| \| 1. \| \| Pauline Parmentierová Elise Mertensová \| 2 6 \| 1 6 \| \| \| \| 2. \| \| Kristina Mladenovicová Kirsten Flipkensová \| 6 2 \| 6 4 \| \| \| \| 3. \| \| Kristina Mladenovicová Elise Mertensová \| 6 4 \| 6 4 \| \| \| \| 4. \| \| Pauline Parmentierová Alison Van Uytvancková \| 1 6 \| 3 6 \| \| \| \| 5. \| \| Amandine Hesseová / Kristina Mladenovicová Kirsten Flipkensová / Elise Mertensová \| 6 4 \| 2 6 \| 6 2 \| \| \| Nominace \| \| \| \| \| \| \| \| \| Francie: Kristina Mladenovicová (13./19.), Pauline Parmentierová (91./284.), Amandine Hesseová (228./327.), nehrající kapitán Yannick Noah \| \| \| \| \| \| \| \| Belgie: Elise Mertensová (20./39.), Kirsten Flipkensová (70./47.), Alison Van Uytvancková (79./563.), Ysaline Bonaventureová (155./182.), nehrající kapitán Dominique Monami \| \| \| \| \| \| \| Podrobnosti \| \| \| \| \| \| \| \| \| Oba týmy se v minulosti utkaly čtyřikrát, naposledy v roce 1998. Francouzky držely aktivní vzájemnou bilanci zápasů 3:1. Belgičanky se do světové skupiny vrátily poprvé od roku 2012 a do Francie zavítaly se šňůrou 7zápasové neporazitelnosti.[16] \| \| \| \| \| \| | |                                                                                   |     |     |     |  |
| | |                                                                                   | 1.  | 2.  | 3.  |  |
| 1. | | Pauline Parmentierová Elise Mertensová                                            | 2 6 | 1 6 |     |  |
| 2. | | Kristina Mladenovicová Kirsten Flipkensová                                        | 6 2 | 6 4 |     |  |
| 3. | | Kristina Mladenovicová Elise Mertensová                                           | 6 4 | 6 4 |     |  |
| 4. | | Pauline Parmentierová Alison Van Uytvancková                                      | 1 6 | 3 6 |     |  |
| 5. | | Amandine Hesseová / Kristina Mladenovicová Kirsten Flipkensová / Elise Mertensová | 6 4 | 2 6 | 6 2 |  |
| Nominace | |                                                                                   |     |     |     |  |
| | Francie: Kristina Mladenovicová (13./19.), Pauline Parmentierová (91./284.), Amandine Hesseová (228./327.), nehrající kapitán Yannick Noah |                                                                                   |     |     |     |  |
| | Belgie: Elise Mertensová (20./39.), Kirsten Flipkensová (70./47.), Alison Van Uytvancková (79./563.), Ysaline Bonaventureová (155./182.), nehrající kapitán Dominique Monami                                                                      |                                                                                   |     |     |     |  |
| Podrobnosti | |                                                                                   |     |     |     |  |
| | Oba týmy se v minulosti utkaly čtyřikrát, naposledy v roce 1998. Francouzky držely aktivní vzájemnou bilanci zápasů 3:1. Belgičanky se do světové skupiny vrátily poprvé od roku 2012 a do Francie zavítaly se šňůrou 7zápasové neporazitelnosti. |                                                                                   |     |     |     |  |

### Spojené státy americké vs. Nizozemsko
| U.S. Cellular Center, Asheville, Spojené státy americké 10.–11. února 2018 tvrdý – Latex-ite Recreational Coating (hala) | |                                                                             |     |       |     |            |
| \| 1. \| \| Venus Williamsová Arantxa Rusová \| 6 1 \| 6 4 \| \| \| \| 2. \| \| Coco Vandewegheová Richèl Hogenkampová \| 4 6 \| 78 66 \| 6 3 \| \| \| 3. \| \| Venus Williamsová Richèl Hogenkampová \| 7 5 \| 6 1 \| \| \| \| 4. \| \| Coco Vandewegheová Arantxa Rusová \| \| \| \| nehrálo se \| \| 5. \| \| Serena Williamsová / Venus Williamsová Lesley Kerkhoveová / Demi Schuursová \| 2 6 \| 3 6 \| \| \| \| Nominace \| \| \| \| \| \| \| \| \| Spojené státy americké: Venus Williamsová (8./—), Coco Vandewegheová (18./74.), Lauren Davisová (62./188.), Serena Williamsová (—/—), nehrající kapitánka Kathy Rinaldiová-Stunkelová \| \| \| \| \| \| \| \| Nizozemsko: Richèl Hogenkampová (108./451.), Arantxa Rusová (124./147.), Lesley Kerkhoveová (165/65.), Demi Schuursová (—/32.), nehrající kapitán Paul Haarhuis \| \| \| \| \| \| \| Podrobnosti \| \| \| \| \| \| \| \| \| Oba týmy se v minulosti utkaly osmkrát, naposledy v prvním kole Světové skupiny 1998. Američanky držely aktivní vzájemnou bilanci zápasů 6:2.[17] Po roční tenisové neaktivitě v důsledku mateřských povinností se na okruh vrátila bývalá americká světová jednička Serena Williamsová.[18] Úvodní sobotní zápas pro Venus Williamsovou znamenal jubilejní 1 000. dvouhru v profesionální kariéře, během níž za 24 let vyhrála 776 zápasů a 224krát odešla poražena.[19] \| \| \| \| \| \| | |                                                                             |     |       |     |            |
| | |                                                                             | 1.  | 2.    | 3.  |            |
| 1. | | Venus Williamsová Arantxa Rusová                                            | 6 1 | 6 4   |     |            |
| 2. | | Coco Vandewegheová Richèl Hogenkampová                                      | 4 6 | 78 66 | 6 3 |            |
| 3. | | Venus Williamsová Richèl Hogenkampová                                       | 7 5 | 6 1   |     |            |
| 4. | | Coco Vandewegheová Arantxa Rusová                                           |     |       |     | nehrálo se |
| 5. | | Serena Williamsová / Venus Williamsová Lesley Kerkhoveová / Demi Schuursová | 2 6 | 3 6   |     |            |
| Nominace | |                                                                             |     |       |     |            |
| | Spojené státy americké: Venus Williamsová (8./—), Coco Vandewegheová (18./74.), Lauren Davisová (62./188.), Serena Williamsová (—/—), nehrající kapitánka Kathy Rinaldiová-Stunkelová |                                                                             |     |       |     |            |
| | Nizozemsko: Richèl Hogenkampová (108./451.), Arantxa Rusová (124./147.), Lesley Kerkhoveová (165/65.), Demi Schuursová (—/32.), nehrající kapitán Paul Haarhuis |                                                                             |     |       |     |            |
| Podrobnosti | |                                                                             |     |       |     |            |
| | Oba týmy se v minulosti utkaly osmkrát, naposledy v prvním kole Světové skupiny 1998. Američanky držely aktivní vzájemnou bilanci zápasů 6:2. Po roční tenisové neaktivitě v důsledku mateřských povinností se na okruh vrátila bývalá americká světová jednička Serena Williamsová. Úvodní sobotní zápas pro Venus Williamsovou znamenal jubilejní 1 000. dvouhru v profesionální kariéře, během níž za 24 let vyhrála 776 zápasů a 224krát odešla poražena. |                                                                             |     |       |     |            |

## Semifinále

### Německo vs. Česko
| Porsche-Arena, Stuttgart, Německo 21.–22. dubna 2018 antuka (hala) | |                                                                                |     |     |    |       |
| \| 1. \| \| Julia Görgesová Petra Kvitová \| 3 6 \| 2 6 \| \| \| \| 2. \| \| Angelique Kerberová Karolína Plíšková \| 5 7 \| 3 6 \| \| \| \| 3. \| \| Julia Görgesová Karolína Plíšková \| 6 4 \| 6 2 \| \| \| \| 4. \| \| Angelique Kerberová Petra Kvitová \| 2 6 \| 2 6 \| \| \| \| 5. \| \| Julia Görgesová / Anna-Lena Grönefeldová Kateřina Siniaková / Barbora Strýcová \| 5 7 \| 0 \| \| skreč \| \| Nominace \| \| \| \| \| \| \| \| \| Německo: Julia Görgesová (11./85.), Angelique Kerberová (12./—), Tatjana Mariová (62./125.), Anna-Lena Grönefeldová (—/20.), nehrající kapitán Jens Gerlach \| \| \| \| \| \| \| \| Česko: Karolína Plíšková (6./434.), Petra Kvitová (10./—), Barbora Strýcová (26./14.), Kateřina Siniaková (54./7.), nehrající kapitán Petr Pála \| \| \| \| \| \| \| Podrobnosti \| \| \| \| \| \| \| \| \| Oba týmy se v minulosti utkaly osmkrát, naposledy ve finále Světové skupiny 2014. Češky, které podesáté v řadě postoupily do semifinále, držely aktivní vzájemnou bilanci zápasů 7:1. Kvitová udržela neporazitelnost v úvodní hrací den, když v sobotních dvouhrách navýšila poměr výher na 10:0. Nedělním vítězstvím nad Kerberovou se stala čtvrtou Češkou s 30 vyhranými utkáními ve Fed Cupu a zařadila se po bok Heleny Sukové (57 výher), Hany Mandlíkové (49) a Jany Novotné (33).[4] \| \| \| \| \| \| | |                                                                                |     |     |    |       |
| | |                                                                                | 1.  | 2.  | 3. |       |
| 1. | | Julia Görgesová Petra Kvitová                                                  | 3 6 | 2 6 |    |       |
| 2. | | Angelique Kerberová Karolína Plíšková                                          | 5 7 | 3 6 |    |       |
| 3. | | Julia Görgesová Karolína Plíšková                                              | 6 4 | 6 2 |    |       |
| 4. | | Angelique Kerberová Petra Kvitová                                              | 2 6 | 2 6 |    |       |
| 5. | | Julia Görgesová / Anna-Lena Grönefeldová Kateřina Siniaková / Barbora Strýcová | 5 7 | 0   |    | skreč |
| Nominace | |                                                                                |     |     |    |       |
| | Německo: Julia Görgesová (11./85.), Angelique Kerberová (12./—), Tatjana Mariová (62./125.), Anna-Lena Grönefeldová (—/20.), nehrající kapitán Jens Gerlach |                                                                                |     |     |    |       |
| | Česko: Karolína Plíšková (6./434.), Petra Kvitová (10./—), Barbora Strýcová (26./14.), Kateřina Siniaková (54./7.), nehrající kapitán Petr Pála |                                                                                |     |     |    |       |
| Podrobnosti | |                                                                                |     |     |    |       |
| | Oba týmy se v minulosti utkaly osmkrát, naposledy ve finále Světové skupiny 2014. Češky, které podesáté v řadě postoupily do semifinále, držely aktivní vzájemnou bilanci zápasů 7:1. Kvitová udržela neporazitelnost v úvodní hrací den, když v sobotních dvouhrách navýšila poměr výher na 10:0. Nedělním vítězstvím nad Kerberovou se stala čtvrtou Češkou s 30 vyhranými utkáními ve Fed Cupu a zařadila se po bok Heleny Sukové (57 výher), Hany Mandlíkové (49) a Jany Novotné (33). |                                                                                |     |     |    |       |

### Francie vs. Spojené státy americké
| Arena du Pays d'Aix, Aix-en-Provence, Francie 21.–22. dubna 2018 antuka (hala) | |                                                                                             |      |     |          |  |
| \| 1. \| \| Pauline Parmentierová Sloane Stephensová \| 63 7 \| 5 7 \| \| \| \| 2. \| \| Kristina Mladenovicová Coco Vandewegheová \| 1 6 \| 6 3 \| 6 2 \| \| \| 3. \| \| Kristina Mladenovicová Sloane Stephensová \| 2 6 \| 0 6 \| \| \| \| 4. \| \| Pauline Parmentierová Madison Keysová \| 64 7 \| 4 6 \| \| \| \| 5. \| \| Amandine Hesseová / Kristina Mladenovicová Bethanie Matteková-Sandsová / Coco Vandewegheová \| 6 4 \| 3 6 \| [10] [6] \| \| \| Nominace \| \| \| \| \| \| \| \| \| Francie: Kristina Mladenovicová (19./15.), Pauline Parmentierová (120./284.), Amandine Hesseová (195./348.), nehrající kapitán Yannick Noah \| \| \| \| \| \| \| \| Spojené státy americké: Sloane Stephensová (9./131.), Madison Keysová (13./466.), Coco Vandewegheová (16./41.), Bethanie Matteková-Sandsová (201./31.), nehrající kapitánka Kathy Rinaldiová-Stunkelová \| \| \| \| \| \| \| Podrobnosti \| \| \| \| \| \| \| \| \| Oba týmy se v minulosti utkaly třináctkrát, naposledy ve světové baráži 2014. Američanky držely aktivní vzájemnou bilanci zápasů 11:2. \| \| \| \| \| \| | |                                                                                             |      |     |          |  |
| | |                                                                                             | 1.   | 2.  | 3.       |  |
| 1. | | Pauline Parmentierová Sloane Stephensová                                                    | 63 7 | 5 7 |          |  |
| 2. | | Kristina Mladenovicová Coco Vandewegheová                                                   | 1 6  | 6 3 | 6 2      |  |
| 3. | | Kristina Mladenovicová Sloane Stephensová                                                   | 2 6  | 0 6 |          |  |
| 4. | | Pauline Parmentierová Madison Keysová                                                       | 64 7 | 4 6 |          |  |
| 5. | | Amandine Hesseová / Kristina Mladenovicová Bethanie Matteková-Sandsová / Coco Vandewegheová | 6 4  | 3 6 | [10] [6] |  |
| Nominace | |                                                                                             |      |     |          |  |
| | Francie: Kristina Mladenovicová (19./15.), Pauline Parmentierová (120./284.), Amandine Hesseová (195./348.), nehrající kapitán Yannick Noah                                                             |                                                                                             |      |     |          |  |
| | Spojené státy americké: Sloane Stephensová (9./131.), Madison Keysová (13./466.), Coco Vandewegheová (16./41.), Bethanie Matteková-Sandsová (201./31.), nehrající kapitánka Kathy Rinaldiová-Stunkelová |                                                                                             |      |     |          |  |
| Podrobnosti | |                                                                                             |      |     |          |  |
| | Oba týmy se v minulosti utkaly třináctkrát, naposledy ve světové baráži 2014. Američanky držely aktivní vzájemnou bilanci zápasů 11:2.                                                                  |                                                                                             |      |     |          |  |

## Finále

### Česko vs. Spojené státy americké
| O2 arena, Praha, Česko 10.–11. listopadu 2018 tvrdý – Novacrylic Ultracushion System (hala) | |                                                                                  |      |      |     |            |
| \| 1. \| \| Barbora Strýcová Sofia Keninová \| 65 7 \| 6 1 \| 6 4 \| \| \| 2. \| \| Kateřina Siniaková Alison Riskeová \| 6 3 \| 7 62 \| \| \| \| 3. \| \| Kateřina Siniaková Sofia Keninová \| 7 5 \| 5 7 \| 7 5 \| \| \| 4. \| \| Barbora Strýcová Alison Riskeová \| \| \| \| nehrálo se \| \| 5. \| \| Kateřina Siniaková / Barbora Krejčíková Danielle Collinsová / Nicole Melicharová \| \| \| \| nehrálo se \| \| Nominace \| \| \| \| \| \| \| \| \| Česko: Petra Kvitová (7./—), Kateřina Siniaková (31./1.), Barbora Strýcová (33./5.), barbora Krejčíková (203./1.), nehrající kapitán Petr Pála \| \| \| \| \| \| \| \| Spojené státy americké: Danielle Collinsová (36./410.), Sofia Keninová (52./138.), Alison Riskeová (63./317.),Nicole Melicharová (876./15.), nehrající kapitánka Kathy Rinaldiová-Stunkelová \| \| \| \| \| \| \| Podrobnosti \| \| \| \| \| \| \| \| \| Oba týmy se v minulosti utkaly dvanáctkrát, naposledy v semifinále Světové skupiny 2017. Američanky drží aktivní vzájemnou bilanci zápasů 10:2, z toho ve finálových střetnutích byl stav 1:1. Hráčky Spojených států amerických byly osmnáctinásobné vítězky soutěže a obhájkyně titulu. České reprezentantky vyhrály deset trofejí a do finále postoupily pošesté z posledních osmi ročníků. Pražská O2 arena hostila finále počtvrté, když v ní Češky porazily Srbsko (2012), Německo (2014) a Rusko (2015).[4] České tenistky obdrží podíl ze zisku finálového střetnutí.[10] \| \| \| \| \| \| | |                                                                                  |      |      |     |            |
| | |                                                                                  | 1.   | 2.   | 3.  |            |
| 1. | | Barbora Strýcová Sofia Keninová                                                  | 65 7 | 6 1  | 6 4 |            |
| 2. | | Kateřina Siniaková Alison Riskeová                                               | 6 3  | 7 62 |     |            |
| 3. | | Kateřina Siniaková Sofia Keninová                                                | 7 5  | 5 7  | 7 5 |            |
| 4. | | Barbora Strýcová Alison Riskeová                                                 |      |      |     | nehrálo se |
| 5. | | Kateřina Siniaková / Barbora Krejčíková Danielle Collinsová / Nicole Melicharová |      |      |     | nehrálo se |
| Nominace | |                                                                                  |      |      |     |            |
| | Česko: Petra Kvitová (7./—), Kateřina Siniaková (31./1.), Barbora Strýcová (33./5.), barbora Krejčíková (203./1.), nehrající kapitán Petr Pála |                                                                                  |      |      |     |            |
| | Spojené státy americké: Danielle Collinsová (36./410.), Sofia Keninová (52./138.), Alison Riskeová (63./317.),Nicole Melicharová (876./15.), nehrající kapitánka Kathy Rinaldiová-Stunkelová |                                                                                  |      |      |     |            |
| Podrobnosti | |                                                                                  |      |      |     |            |
| | Oba týmy se v minulosti utkaly dvanáctkrát, naposledy v semifinále Světové skupiny 2017. Američanky drží aktivní vzájemnou bilanci zápasů 10:2, z toho ve finálových střetnutích byl stav 1:1. Hráčky Spojených států amerických byly osmnáctinásobné vítězky soutěže a obhájkyně titulu. České reprezentantky vyhrály deset trofejí a do finále postoupily pošesté z posledních osmi ročníků. Pražská O2 arena hostila finále počtvrté, když v ní Češky porazily Srbsko (2012), Německo (2014) a Rusko (2015). České tenistky obdrží podíl ze zisku finálového střetnutí. |                                                                                  |      |      |     |            |

## Vítěz
| Vítěz Fed Cupu 2018   |
| --------------------- |
| Česko jedenáctý titul |